# En nuestro tiempo
En nuestro tiempo (In Our Time) es la primera colección de relatos cortos del escritor estadounidense Ernest Hemingway, publicada por Boni & Liveright, New York, en 1925, y es la segunda publicación literaria del escritor después de Tres relatos y diez poemas (Three Stories and Ten Poems), editada en 1923. El título de la obra está tomado de una oración popular extraída del Book of Common Prayer de la Iglesia de Inglaterra: «Give us peace in our time, O Lord» (Danos la paz en nuestro tiempo, oh, Señor). Los capítulos del libro, publicados sin título en la edición original, describen actos de guerra, tauromaquia y eventos de la época, aunque se destacan principalmente por sus escenas de violencia. Una edición de 1924 conocida como «in our time» (en nuestro tiempo) fue impresa —sin mayúsculas— en París por la modesta editorial Three Mountains Press, propiedad del periodista norteamericano William Bird. Contaba de treinta y dos páginas y un tiraje de ciento setenta ejemplares.

## Contenido
Dos de los relatos que fueron publicados sin título en la primera edición de la obra fueron reeditados en la segunda edición titulados como "Un cuento muy corto" y "El revolucionario".